# Sergey
Sergey je obec na západě Švýcarska v kantonu Vaud. Žije zde 146 obyvatel.

## Geografie

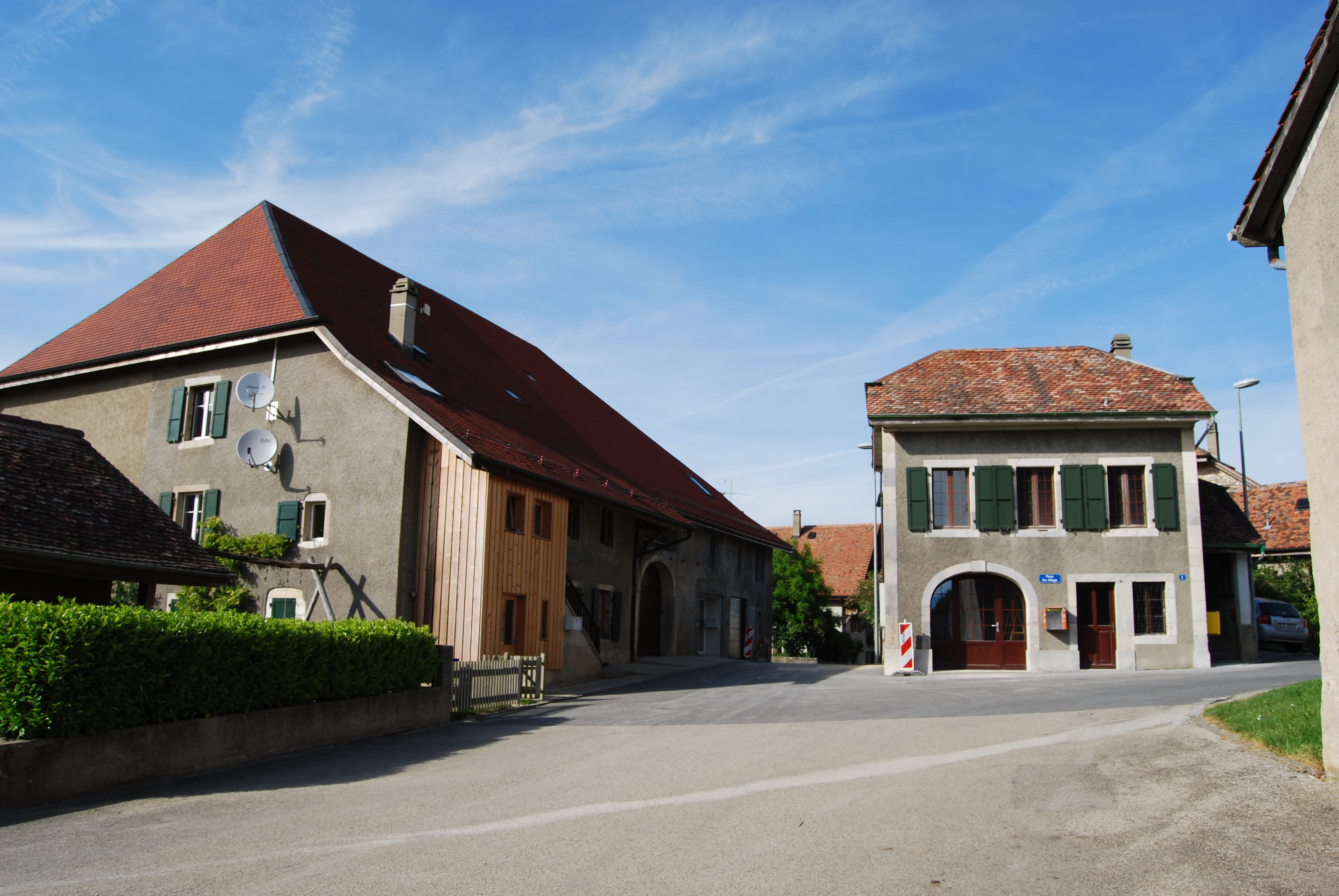
Centrum obce

Sergey leží v nadmořské výšce 612 m, vzdušnou čarou 11 km jihozápadně od okresního města Yverdon-les-Bains. Zemědělská obec se nachází na úpatí Jury mezi rovinou řeky Orbe a Jurou.
Obec o rozloze pouhých 1,5 km² pokrývá část úpatí Jury. Nejvyšší bod Sergey je v lese Bois Gillard ve výšce 640 m n. m. Na jihu zasahuje území obce až k okraji lesa Chassagne, zatímco na východě se do náhorní plošiny zařezává potok Ruisseau du Vua a malé boční údolí. V roce 1997 bylo 12 % území obce pokryto zastavěnou plochou, 23 % lesy a lesními porosty a 65 % zemědělstvím. Sousedními obcemi jsou Rances, Valeyres-sous-Rances, Montcherand, Les Clées a L’Abergement.

## Historie
O raném osídlení území obce svědčí mohyla z pozdní doby železné. Obec byla založena pravděpodobně na počátku 14. století. Ve středověku patřilo Sergey k panství Les Clées. Po dobytí Vaudu Bernem v roce 1536 se vesnice stala součástí okrsku Les Clées spadající pod panství Yverdon. Po pádu Staré konfederace patřilo Sergey v letech 1798–1803 během helvétského období ke kantonu Léman, který byl poté po vstupu v platnost Ústavy o zprostředkování sloučen s kantonem Vaud. V roce 1798 bylo přiřazeno k okresu Orbe.

## Obyvatelstvo
98,2 % obyvatel hovoří francouzsky, 0,9 % německy a 0,9 % nizozemsky (stav v roce 2000). V roce 1900 žilo v Sergey celkem 113 obyvatel. Poté byl až do roku 1970 zaznamenán pokles na 71 obyvatel, od té doby počet obyvatel opět mírně vzrostl.

## Hospodářství
Sergey je dosud zemědělskou obcí. Úrodná půda jurského podhůří je využívána především pro ornou půdu, ale v blízkosti obce rostou i ovocné stromy. Některá další pracovní místa poskytují místní drobní podnikatelé. Jihovýchodně od obce se nachází velká štěrkovna. Vzhledem k tomu, že se Sergey v posledních desetiletích postupně vyvinulo v rezidenční obec, mnoho pracujících dojíždí za prací převážně do Orbe nebo Yverdonu.

## Doprava
Obec se nachází mimo hlavní dopravní tahy. Hlavní přístupová cesta vede z Orbe. Sergey je napojeno na síť veřejné dopravy prostřednictvím linky Postbusu z Orbe do Vallorbe.